# European Route of Industrial Heritage
L'European Route of Industrial Heritage (ERIH = "Via europea del retaggio industriale") è una rete (percorso tematico) dei più importanti siti di archeologia industriale in Europa. Lo scopo del progetto è quello di creare interesse sul comune patrimonio archeologico industriale dell'industrializzazione e di ciò che rimane. L'ERIH ha anche lo scopo di promuovere azioni di musealizzazione della storia dell'industria a scopi educativi e turistici da parte delle regioni, città e territori.
Il percorso nel 2010 conteneva 850 siti, che includeva monumenti di quasi tutti i settori industriali e tecnologici di 32 paesi europei.

## Anchor points
L'ideale percorso principale è costituito dai cosiddetti Anchor Points. Questi sono dei siti di archeologia industriale che sono quelli storicamente più importanti è più attraenti per i visitatori.
Come inizio il percorso interessava la Gran Bretagna, i Paesi Bassi, il Belgio, il Lussemburgo, la Francia e la Germania.
In Italia al momento esistono solo due anchor points: quello del Museo del carbone di Carbonia e il sito di Prato dell'ex Cimatoria Campolmi che oggi ospita il Museo del tessuto di Prato e la Biblioteca Lazzerini.

## I temi dei percorsi europei
Dodici percorsi tematici europei evidenziano la diversità dei paesaggi industriali in gran parte dell'Europa e le radici comuni della storia industriale:
- Miniere: I tesori delle terra
- Ferro e acciaio: : Il bagliore degli altiforni
- Tessuti: Dalla fibra alla fabbrica
- Produzione: Prodotti per il mondo
- Energia: Ciò che ci fa andare
- Trasporti e comunicazioni: Le tracce della rivoluzione industriale
- Acqua: L'oro blu
- Sale: L'oro bianco
- Carta
- Edilizia e architettura
- Industria dei servizi e del tempo libero
- Paesaggi industriali